# Похмурий Амстердам
Похмурий Амстердам (англ. Amsterdam Heavy) — голландський бойовик 2011 року.

## Сюжет
Дія відбувається в столиці Нідерландів. Головний герой фільму — жорстокий гангстер, якого зрадили люди, яким він довіряв. І тепер він не зупиниться ні перед чим, щоб покарати зрадників. З'явившись у місті, він починає пошуки своїх ворогів, несучи смерть і руйнування скрізь, де тільки з'являється. Влада міста стурбована нинішнім становищем. Зупинити і покарати безумця береться офіцер ЦРУ на прізвище Кіл. Він вживає всі можливі заходи, щоб запобігти кровопролиттю і повернути спокій місту.

## У ролях
| Актор               | Роль    |
| ------------------- | ------- |
| Майкл Медсен        | Кіл     |
| Елісон Керрол       | Монік   |
| Дорін Росі Дьойнкер | Зоя     |
| Емі Хакабі          | Мімі    |
| Майкл Флорі         | Квінто  |
| Джероен Пост        | Гюнтер  |
| Рік Сінкельдам      | Джей Ді |
| Томмі Паркер        | Біллі   |
| Маріам Тарамі       | Лінді   |
| Хлоя Анрі           | Хлоя    |
| Хорас Коен          | Янсен   |